# Robotîne
Robotîne (în ucraineană Роботине) este un sat în comuna Novoprokopivka din raionul Tokmak, regiunea Zaporijjea, Ucraina.

## Demografie
Componența lingvistică a localității Robotîne
     Ucraineană (92,92%)
     Rusă (6,88%)
     Alte limbi (0,21%)
Conform recensământului din 2001, majoritatea populației localității Robotîne era vorbitoare de ucraineană (92,92%), existând în minoritate și vorbitori de rusă (6,88%).